# Kirche Zum Heiligen Kreuz (Bettenhausen)

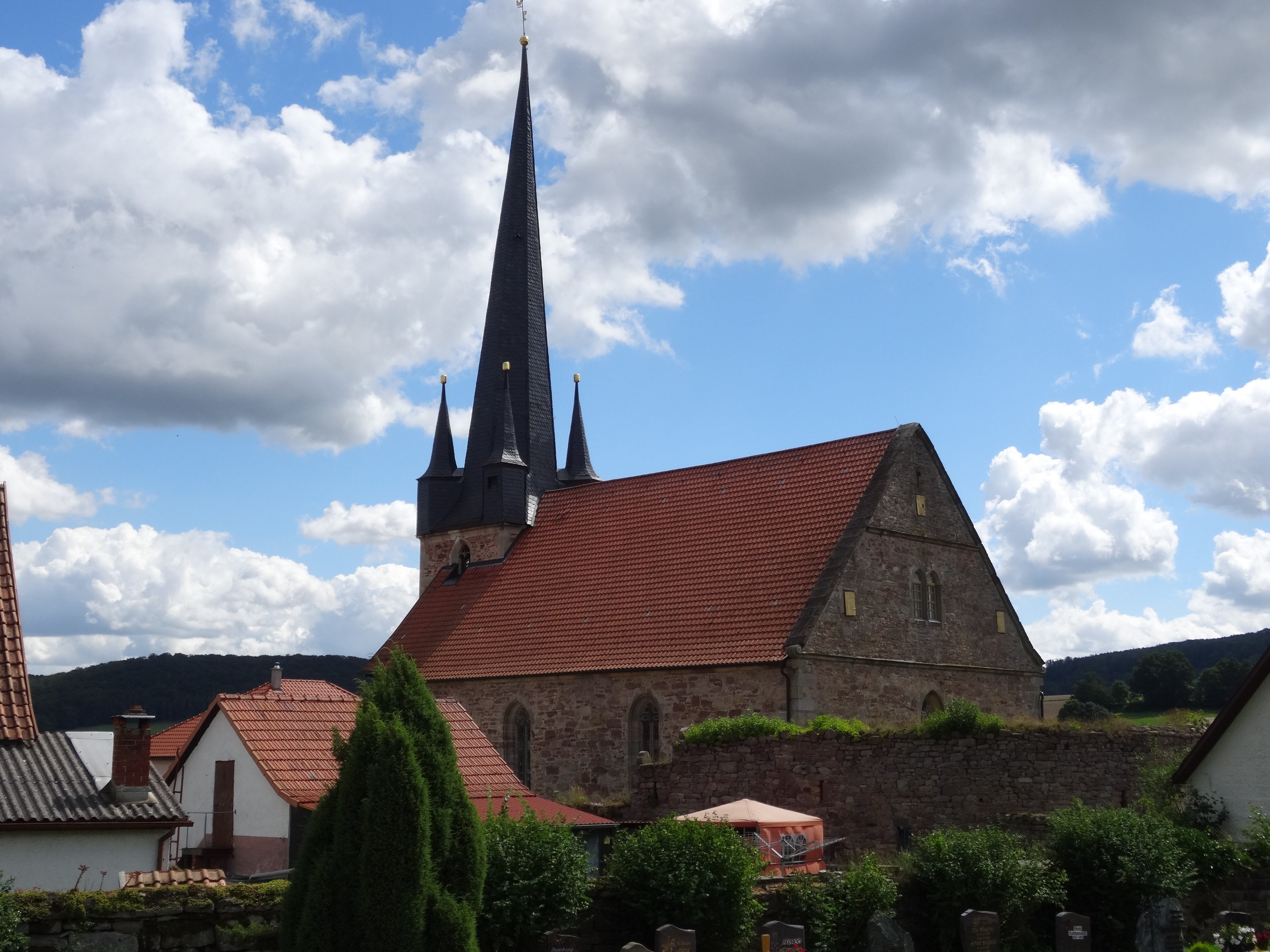
Kirche im Ortskern von Bettenhausen

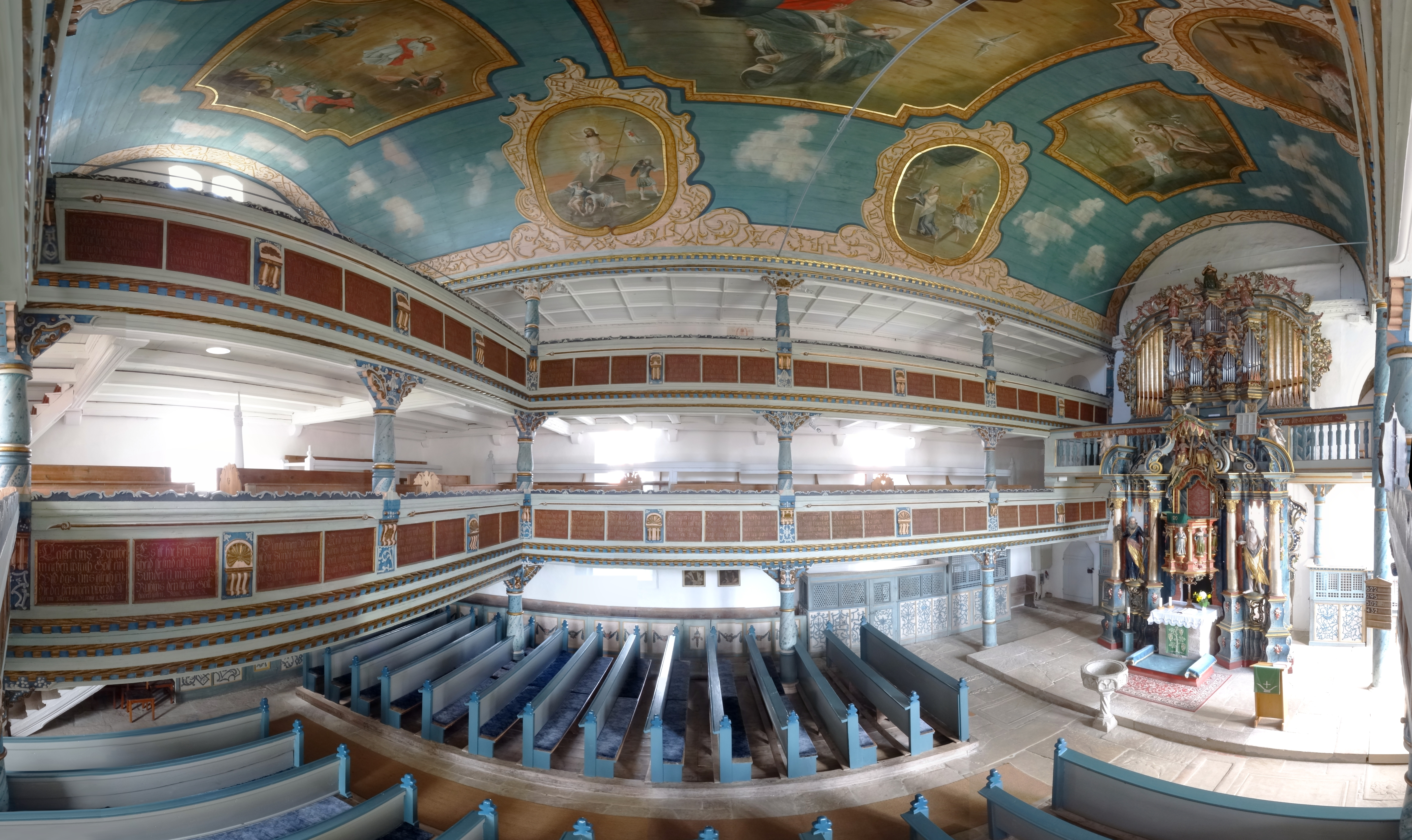
Innenraum-Panorama

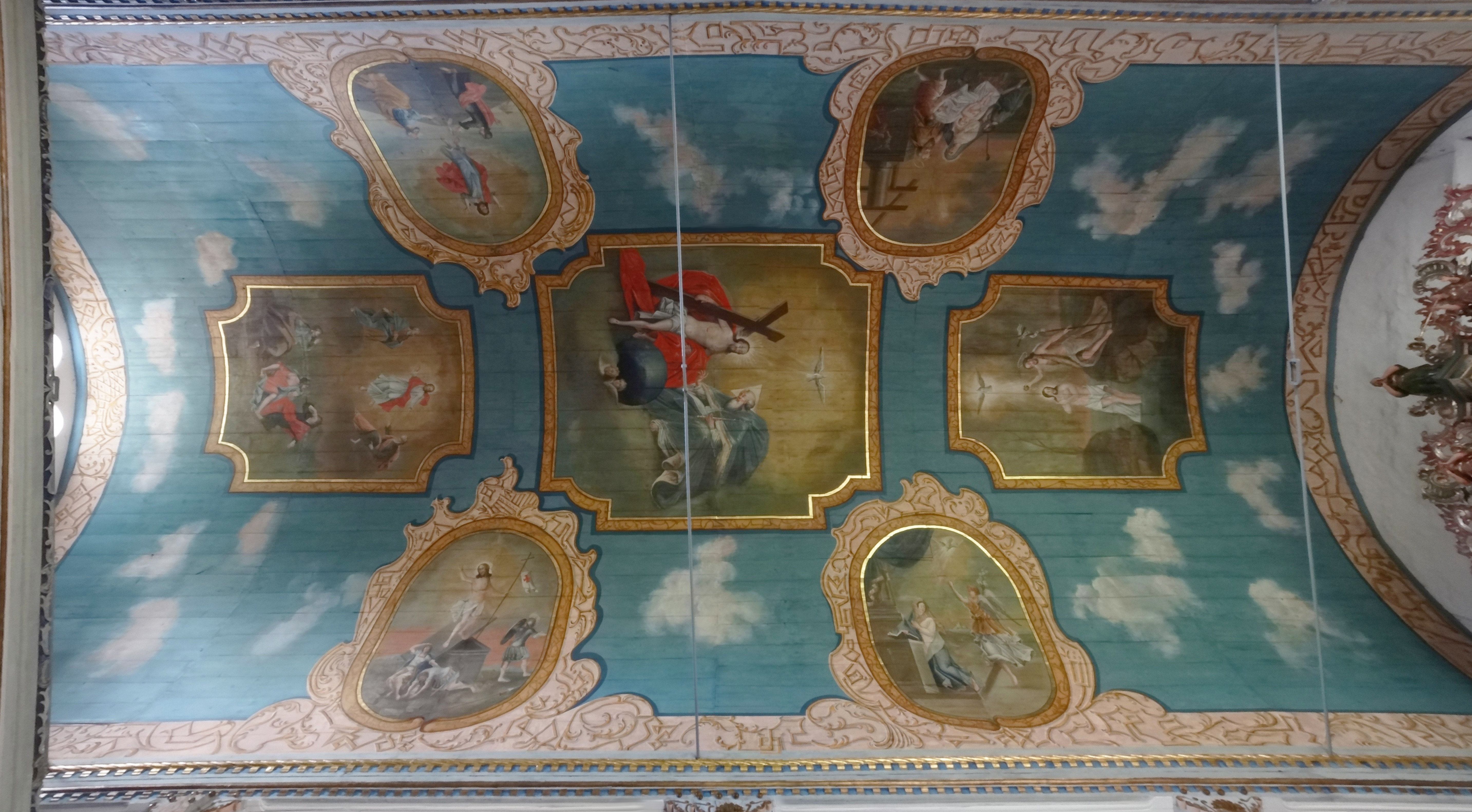
Deckenbilder

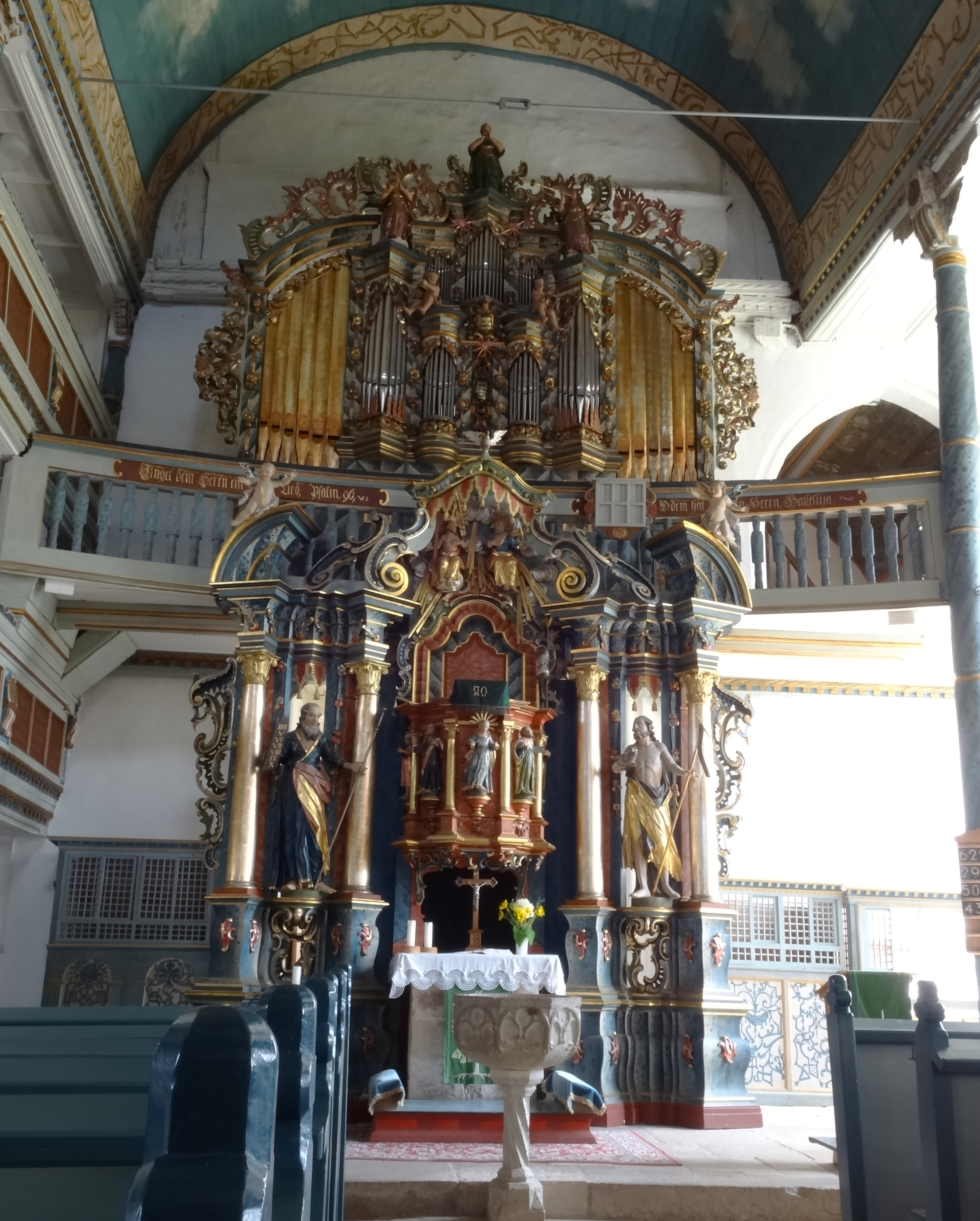
Orgel und Kanzelaltar

Die Kirche Zum Heiligen Kreuz in Bettenhausen, einem Ortsteil der Gemeinde Rhönblick im Landkreis Schmalkalden-Meiningen, stammt aus dem frühen 17. Jahrhundert. Sie gehört zum Kirchspiel Bettenhausen-Helmershausen im Kirchenkreis Meiningen der Evangelischen Kirche in Mitteldeutschland.

## Geschichte und äußeres Erscheinungsbild
Die ehemalige Wehrkirchenanlage Bettenhausen hat ihren Ursprung wohl in einem Wartturm, dessen Unterbau in den Kirchturm mit einbezogen wurde. Die Vorgängerkirche stammt aus romanischer Zeit um 1200. Der Friedhof befand sich bis 1635 zwischen der Kirche und den Wehrmauern, an denen die Gaden angelehnt waren. Die hohe Spitze des Kirchturms mit den vier kleinen Ecktürmchen wurde 1567 errichtet.
Vor Beginn des Dreißigjährigen Krieges begann der Neubau des jetzigen Kirchenschiffs, die Grundsteinlegung 1617 (Inschrift über dem Hauptportal.) Die mit vielfältigen Verzierungen versehenen Portale weisen Renaissanceornamente auf. Die hohen spitzbogigen Fenster der Kirche sind mit nachgotischen Maß- und Stabwerk verziert. Bereits im Jahre 1619 wurde die heutige Kirche eingeweiht.

## Ausstattung
Innen erheben sich zwei dreiseitige Emporen, der mittlere Kirchenraum wird durch ein Tonnengewölbe überspannt. Die barocke Innengestaltung der Kirche stammt aus der 2. Hälfte des 17. Jahrhunderts. Die Kunstmaler Johann Jacob Prazzo und Johann Jacob Gehres aus Meiningen versahen 1766 die Kirche mit prächtigen Malereien:
die Säulen wurden blau marmoriert, die Farbe Blau prägt den ganzen Innenraum. Die Felder der Emporenbrüstung tragen Bibelverse und auf dem Tonnengewölbe sind folgende biblische Szenen dargestellt: Ankündigung der Geburt; Jesu Taufe; Verklärung Jesu; Auferstehung; Erscheinung des Auferstandenen vor den Jüngern; Christus neben dem Vater thronend.

### Kanzel und Altar
Der Kanzelaltar aus dem Jahr 1775 bildet mit der darüber befindlichen Orgel ein Ensemble. Die Vereinigung von Kanzel und Altar hebt die Bedeutung der Predigt für den lutherischen Gottesdienst hervor. Eine Kanzeluhr links an der Kanzelrückwand diente dem Prediger zur zeitlichen Orientierung. Die Figuren an der Kanzel stellen die vier Evangelisten mit Jesus Christus in der Mitte dar. Über ihr thronen Gott Vater, Sohn und Heiliger Geist in Gestalt einer Taube. Den Altar flankieren die lebensgroßen Figuren von Mose und Johannes der Täufer.

### Orgel
Die Orgel mit reich verziertem Prospekt ist ein Werk von Johann Ernst Döring aus dem Jahr 1747 mit 17 Registern auf zwei Manualen und Pedal. Sie wurde 1994 durch die Firma Orgelbau Hoffmann restauriert. Die Disposition lautet:
| I Hauptwerk CD–c3 |        |
| Principal         | 8′     |
| Violdigamba       | 8′     |
| Quintathön        | 8′     |
| Spitzflöte        | 4′     |
| Quinta            | 3′     |
| Octava            | 2′     |
| Tercia            | 1 3⁄5′ |
| Mixtur III        | (1′)   |

| II Positiv CD–c3 |       |
| Grobgedackt      | 8′    |
| Fleu Travers     | 8′    |
| Kleingedackt     | 4′    |
| Principal        | 2′    |
| Quinta           | 1 ⁄2′ |
| Mixtur III       | (1′)  |

| Pedal CD–c1 |     |
| Sub Bass    | 16′ |
| Principal   | 8′  |
| Posaun      | 16′ |

- Koppeln: Manualkoppel – Schiebekoppel, Pedal-Hauptwerk
- Nebenregister: Cymbal C-Dur, Cymbal G-Dur, Cymbelstern.

## Glocken
Im Glockenturm hängen drei Eisenhartgussglocken in den Tönen g′, h′ und dis′.